# Luigi Longo
Luigi Longo (Fubine, 15 maart 1900 - Rome, 16 oktober 1980) was een Italiaans antifascistisch politicus. Van 22 augustus 1964 tot 16 maart 1972 was hij secretaris-generaal van de Italiaanse Communistische Partij.